# パウルス・ポンティウス
パウルス・ポンティウス（Paulus Pontius、1603年5月27日 - 1658年1月16日）は、17世紀フランドルの版画家である。パウルス・ポンティウスはラテン語名でポール・デュポン(Paul Dupontまたは Paul Du Pont）の名前でも知られている。ピーテル・パウル・ルーベンスやアンソニー・ヴァン・ダイクの原画をもとに版画を制作したことで知られている。ルーカス・フォルステルマン(Lucas Vorsterman: 1595-1675)やスヘルテ・アダムスゾーン・ア・ボルスヴェルト(Schelte Adamsz. à Bolswert: c.1586 - 1659)とともに17世紀のフランドルを代表する版画家である。

## 略歴
アントウェルペン生まれとされる。1616年に静物画を専門とする画家、オシアス・ベールト(c.1580-1623)の弟子になるが、版画に転じ、ルーベンス(1577-1640)の工房で働いていた版画家のルーカス・フォルステルマから版画を学んだ 。フォルステルマンがルーベンスと対立し、1624年にイギリスに移った後、フォルステルマンがしていたルーベンスの原画をもとに版画を制作する仕事を引き継いだ。1631年までは、ルーベンスの邸に住んでいた 。
1826年か1827年にアントウェルペンの聖ルカ組合に加入し、Frans van den Wijngaerdeを弟子にした。
ルーベンスの他にアンソニー・ヴァン・ダイク(1599-1641)やヤーコブ・ヨルダーンス(1593-1678)、アブラハム・ファン・ディーペンベーク(1596-1675)、ディエゴ・ベラスケス(1599-1660)といった同時代の画家やティツィアーノ・ヴェチェッリオのような前の時代の画家の作品も版画にした。
生涯に3度、結婚し、2人の息子と4人の娘が生まれた。息子の1人は版画家、画商になった。

## 作品

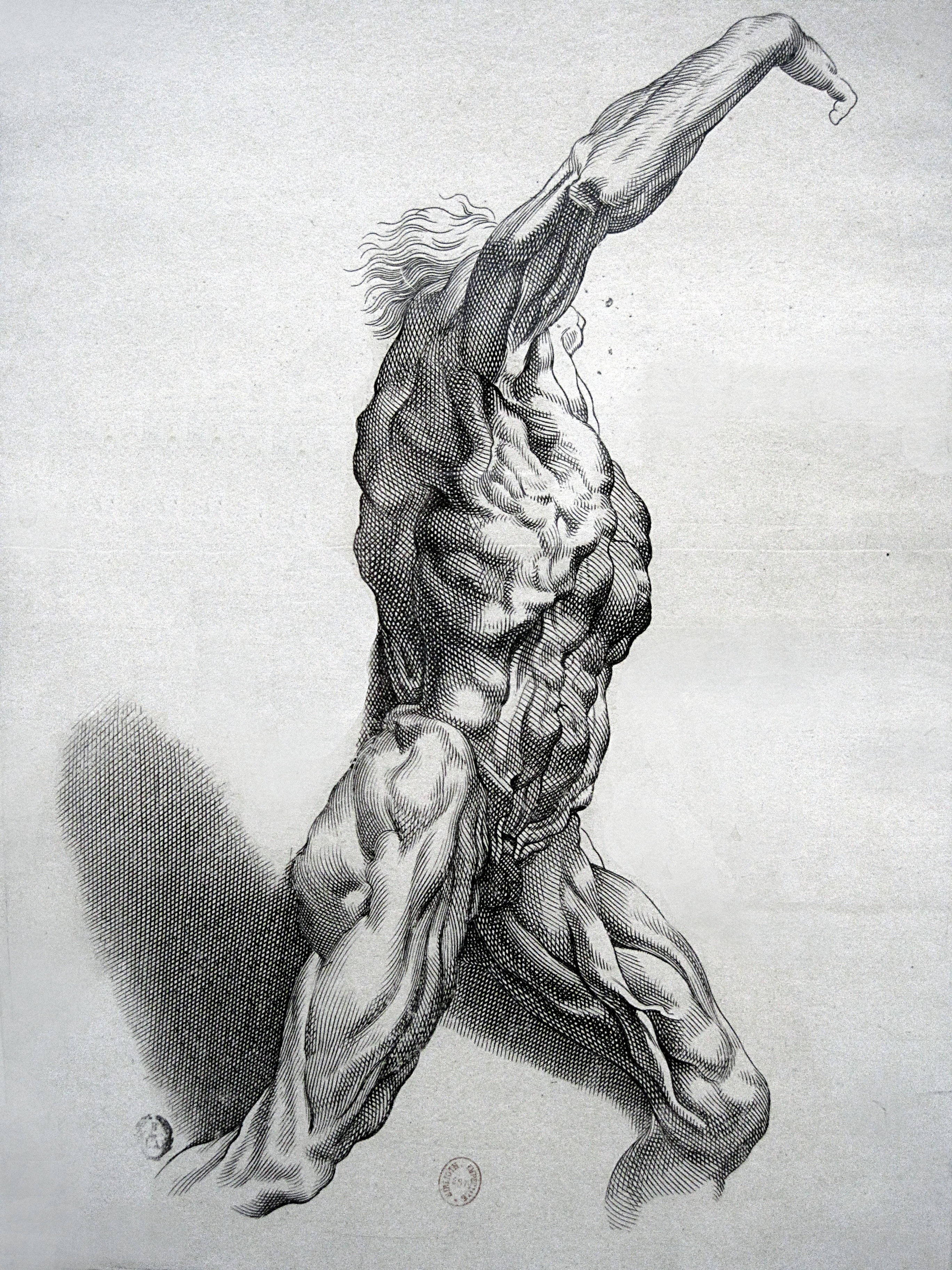
ルーベンスの原画による版画
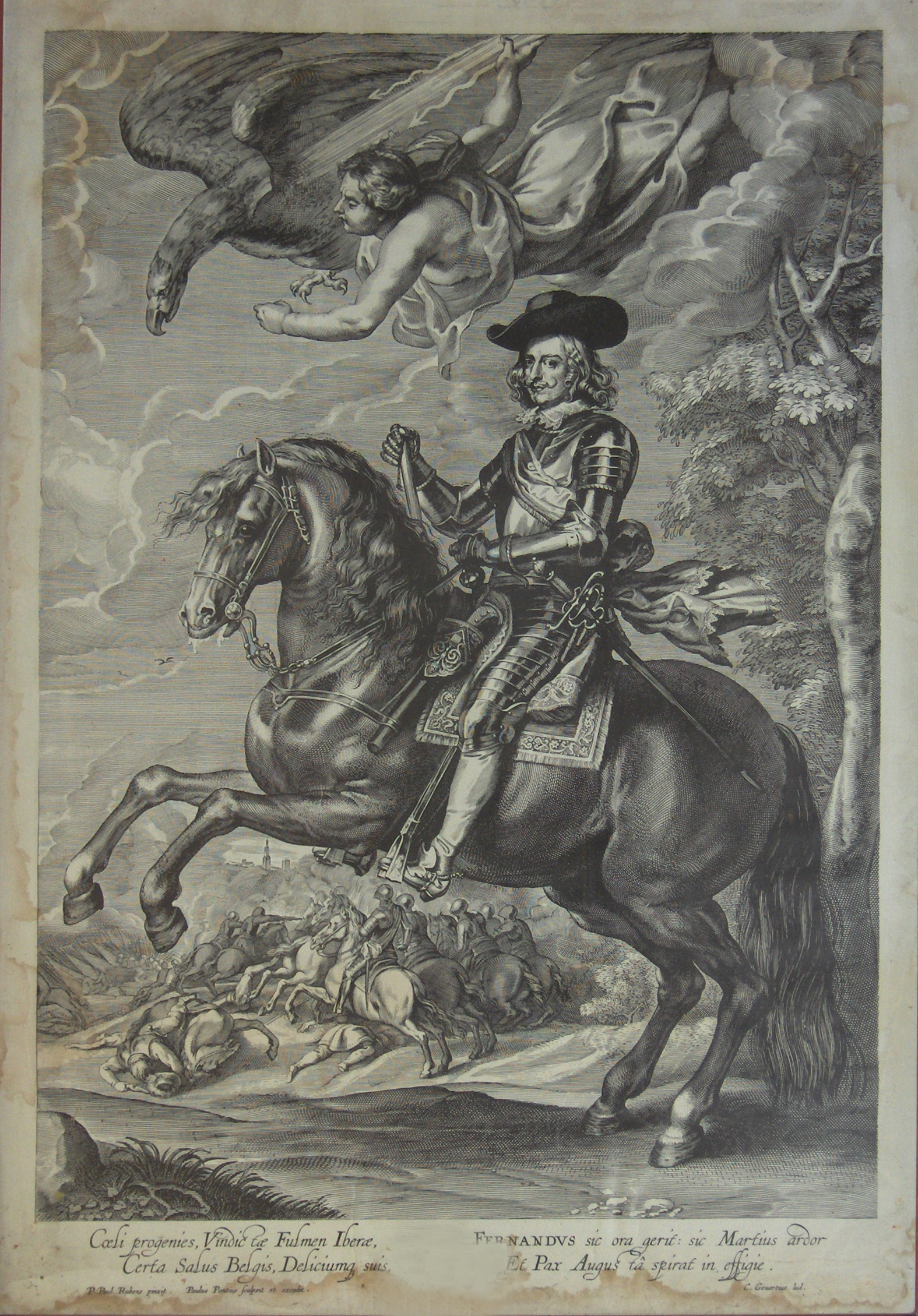
ルーベンスの原画による版画
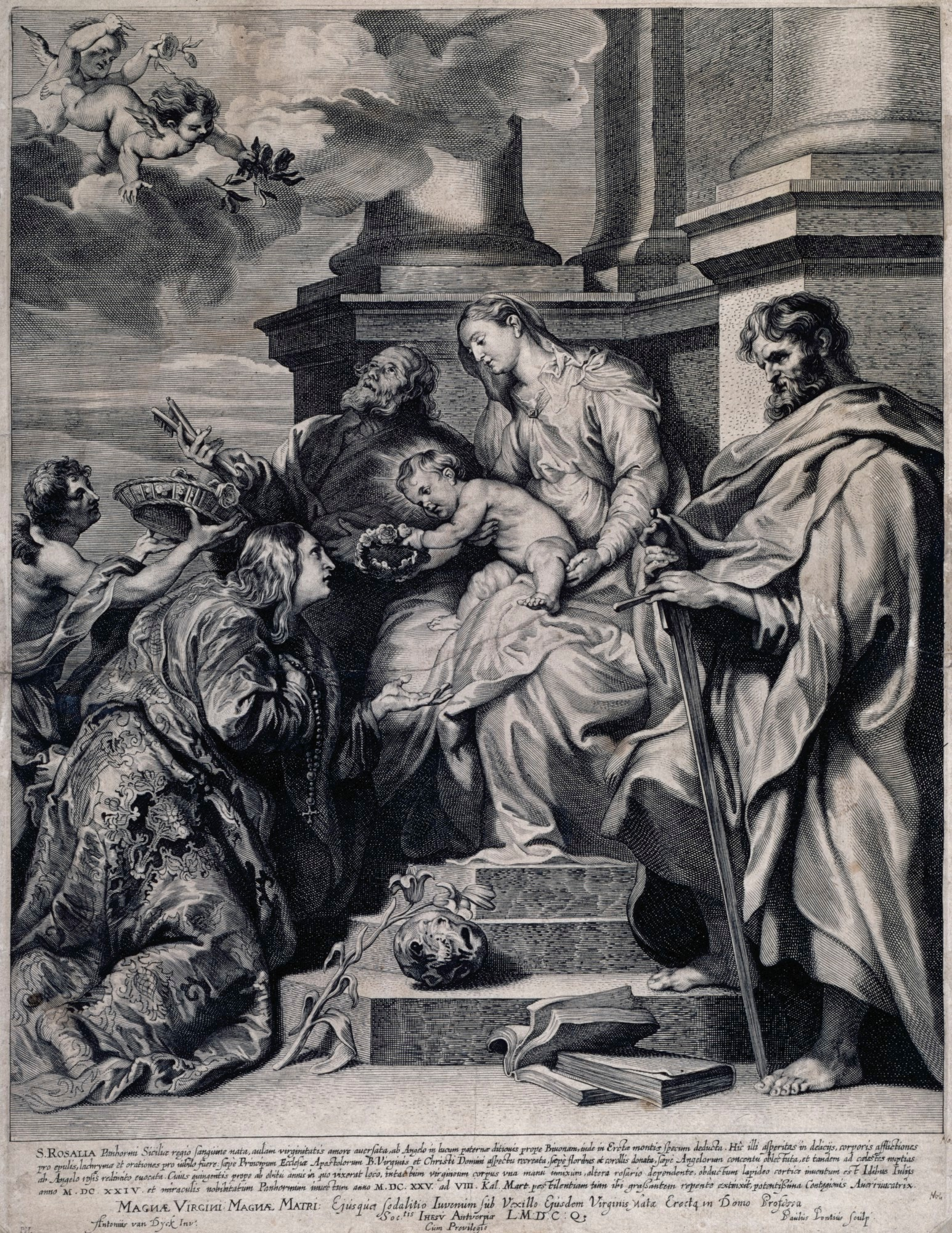
ヴァン・ダイクの原画による版画
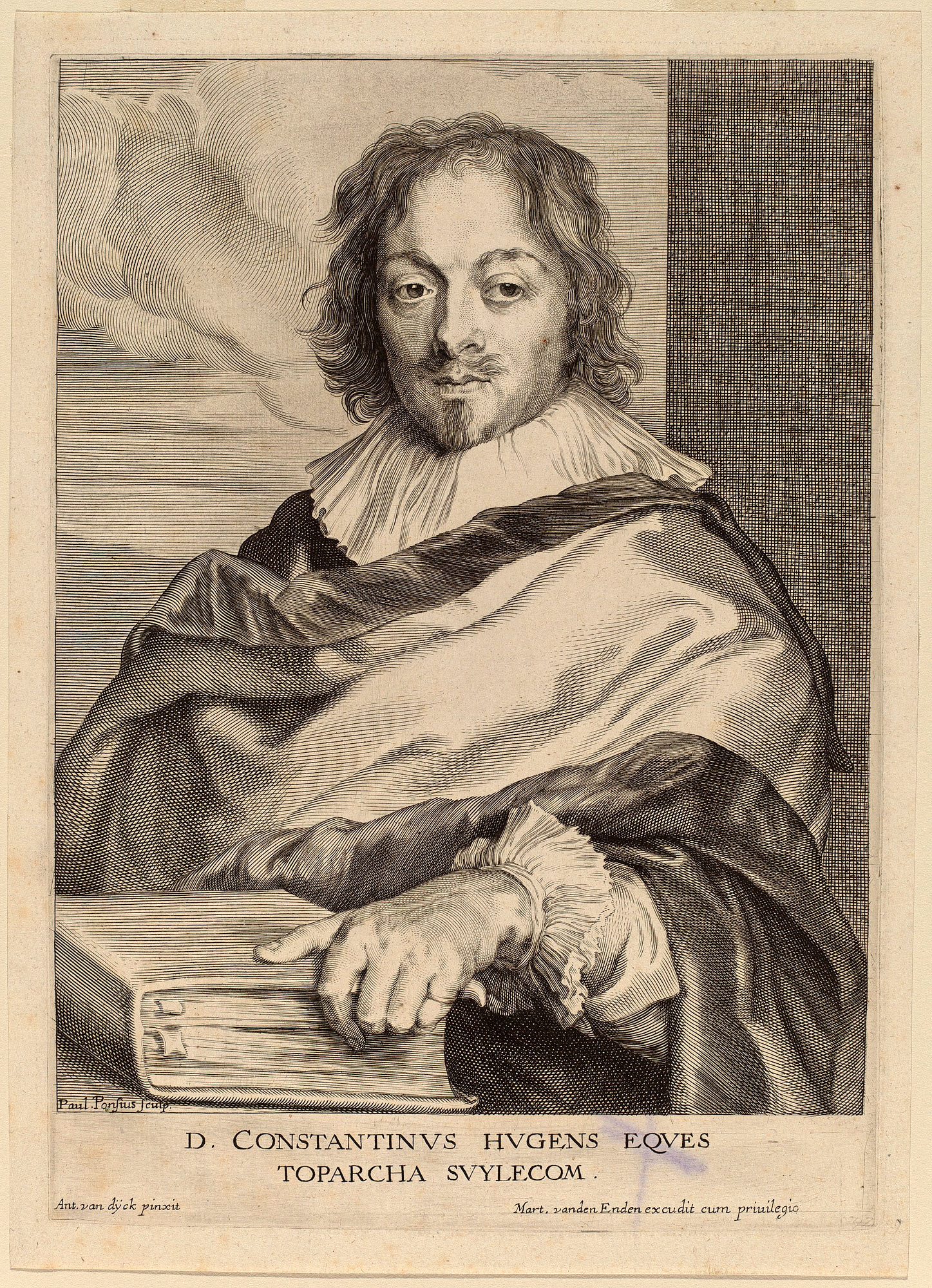
コンスタンティン・ホイヘンス（音楽家）

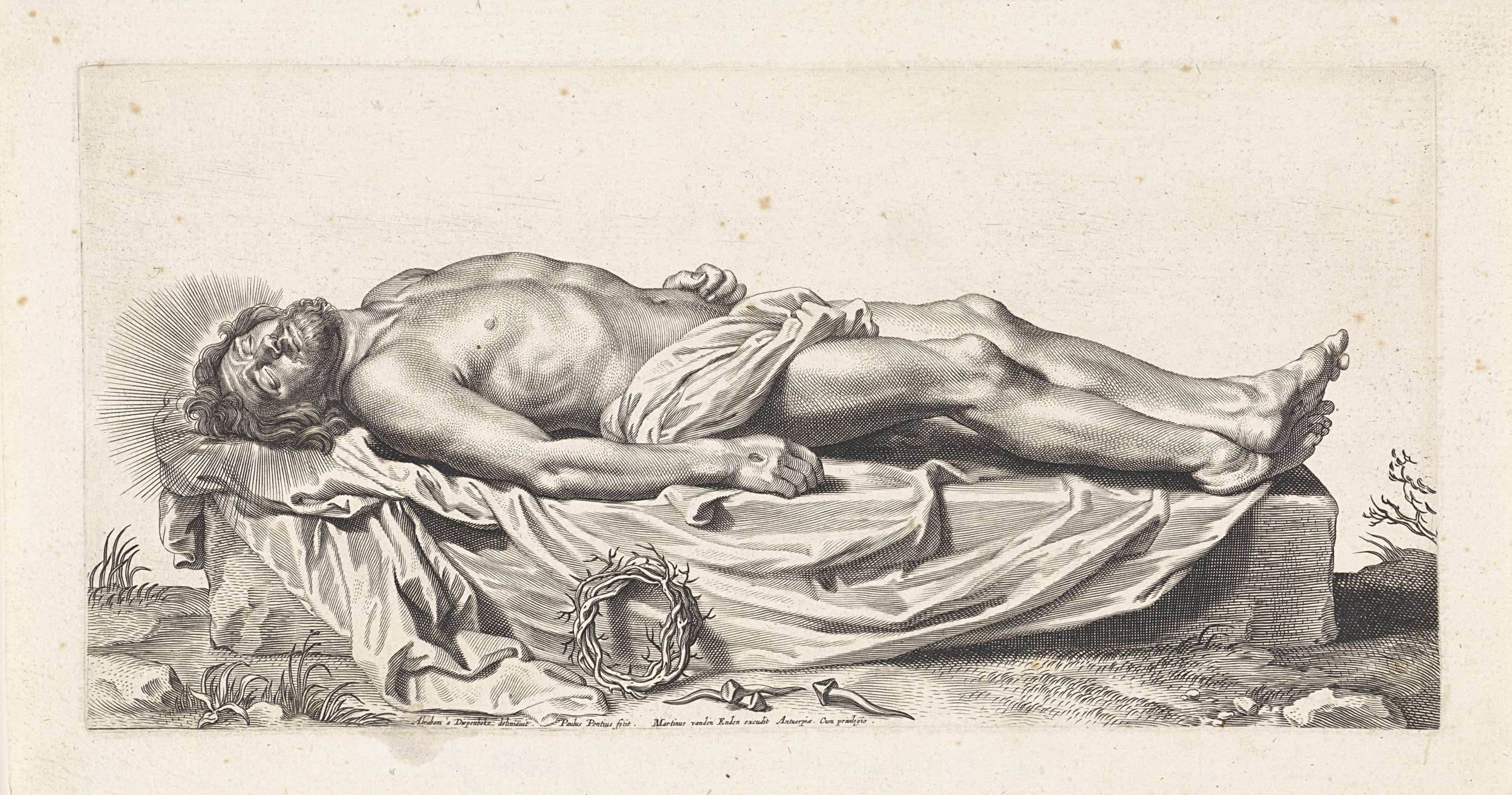
ティツィアーノの原画による版画、「死んだキリストの身体」
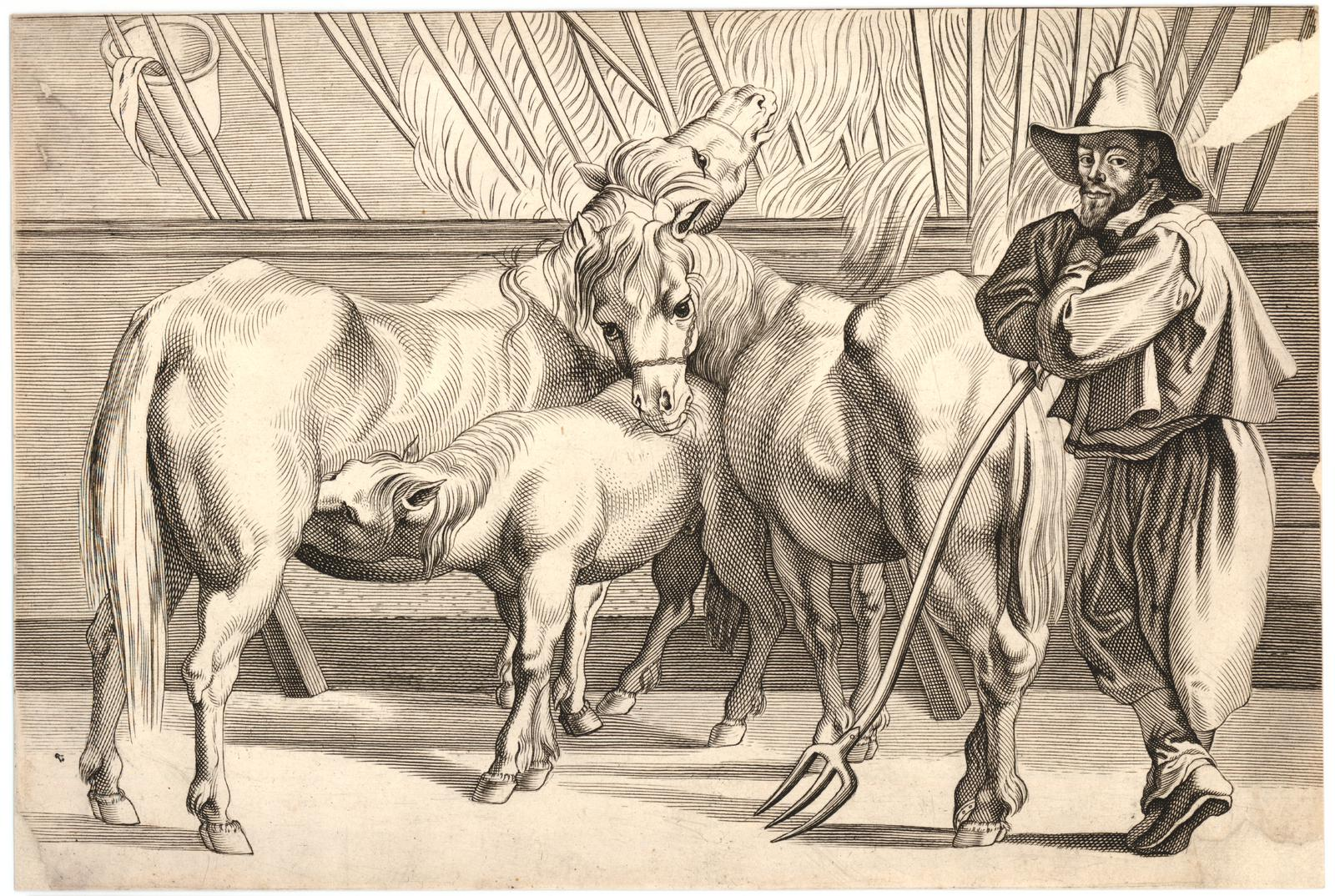
ルーベンスの原画による版画
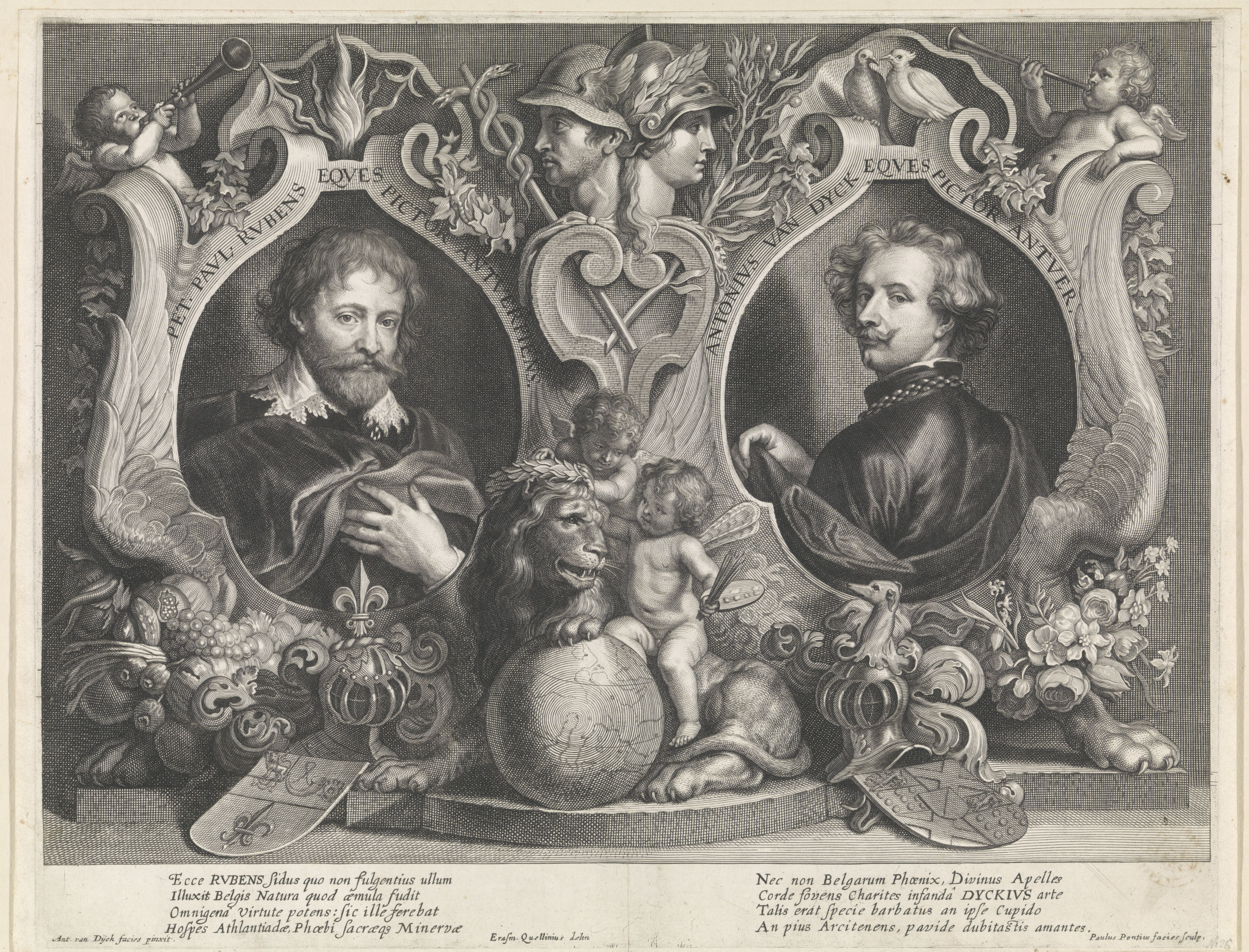
ルーベンスとヴァン・ダイクの肖像画